# 9223 Leifandersson
9223 Leifandersson este un asteroid din centura principală de asteroizi.

## Descriere
9223 Leifandersson este un asteroid din centura principală de asteroizi. A fost descoperit pe 18 decembrie 1995 la Kitt Peak National Observatory în cadrul proiectului Spacewatch. El prezintă o orbită caracterizată de o semiaxă mare de 2,30 ua, o excentricitate de 0,07 și o înclinație de 3,4° în raport cu ecliptica.